# Пхьонтек
Пхьонтек (кор. 평택시) — місто в провінції Кьонгі, Південна Корея. 

## Географія
Розташований у південно-західній частині провінції.

### Клімат
Місто знаходиться у зоні, котра характеризується вологим континентальним кліматом зі спекотним літом. Найтепліший місяць — липень із середньою температурою 25.6 °C (78 °F). Найхолодніший місяць — січень, із середньою температурою -3.3 °С (26 °F).
| Клімат Пхьонтека        | Клімат Пхьонтека | Клімат Пхьонтека | Клімат Пхьонтека | Клімат Пхьонтека | Клімат Пхьонтека | Клімат Пхьонтека | Клімат Пхьонтека | Клімат Пхьонтека | Клімат Пхьонтека | Клімат Пхьонтека | Клімат Пхьонтека | Клімат Пхьонтека | Клімат Пхьонтека |
| Показник                | Січ.             | Лют.             | Бер.             | Квіт.            | Трав.            | Черв.            | Лип.             | Серп.            | Вер.             | Жовт.            | Лист.            | Груд.            | Рік              |
| Абсолютний максимум, °C | 13               | 17               | 22               | 31               | 31               | 35               | 36               | 36               | 32               | 28               | 22               | 17               | 36               |
| Середній максимум, °C   | 1                | 3                | 10               | 17               | 22               | 26               | 28               | 29               | 25               | 19               | 11               | 5                | 17               |
| Середня температура, °C | −3               | −1               | 5                | 11               | 17               | 22               | 25               | 25               | 20               | 13               | 6                | 0                | 12               |
| Середній мінімум, °C    | −8               | −6               | 0                | 5                | 11               | 17               | 21               | 21               | 15               | 7                | 1                | −5               | 6                |
| Абсолютний мінімум, °C  | −27              | −21              | −10              | −5               | 2                | 8                | 13               | 12               | 2                | −3               | −11              | −22              | −27              |
| Днів з опадами          | 11               | 10               | 10               | 10               | 9                | 11               | 16               | 15               | 9                | 8                | 12               | 13               | 134              |
| Днів з дощем            | 4                | 5                | 8                | 10               | 9                | 11               | 16               | 15               | 9                | 8                | 11               | 8                | 114              |
| Днів зі снігом          | 9                | 7                | 2                | 0                | 0                | 0                | 0                | 0                | 0                | 0                | 2                | 8                | 28               |
| ----------------------- | ---------------- | ---------------- | ---------------- | ---------------- | ---------------- | ---------------- | ---------------- | ---------------- | ---------------- | ---------------- | ---------------- | ---------------- | ---------------- |
| Джерело: Weatherbase    |                  |                  |                  |                  |                  |                  |                  |                  |                  |                  |                  |                  |                  |

## Історія
Пхьонтек був заснований як об'єднання двох районів у 1940 році за часів династії Корьо.
Під час Корейської війни тут відбулася рання битва між американськими та північнокорейськими силами, битва за Пхьонтхек.
У 1986 році йому було присвоєно статус міста, тут розташована військово-морська база Південної Кореї та велика концентрація військ Сполучених Штатів.
Уряд Південної Кореї планує перетворити місто Пхьонтек на міжнародний економічний центр. Це також місце розташування університету Пхьонтек.

## Галерея

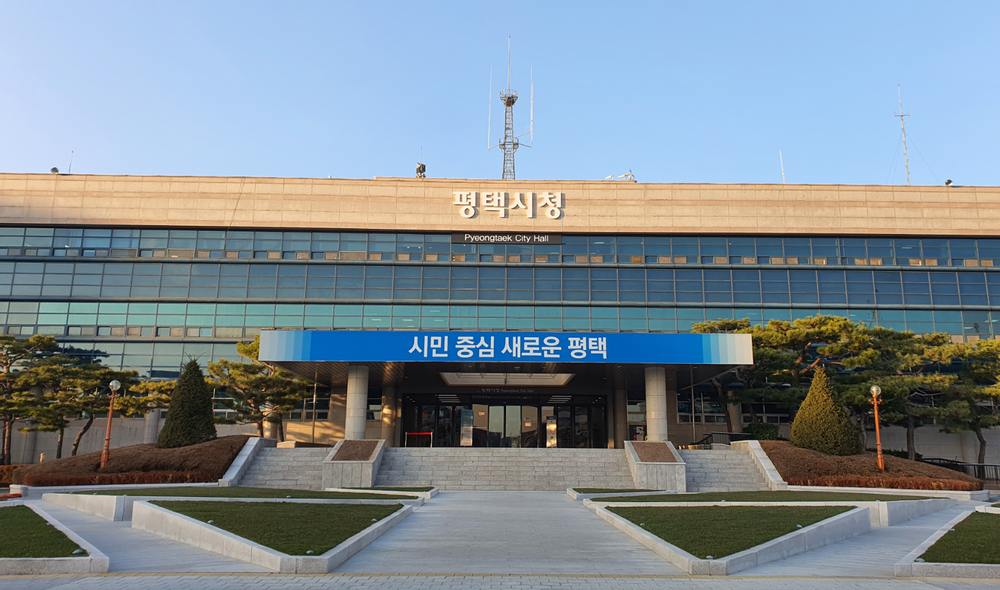
Мерія Пхьонтека
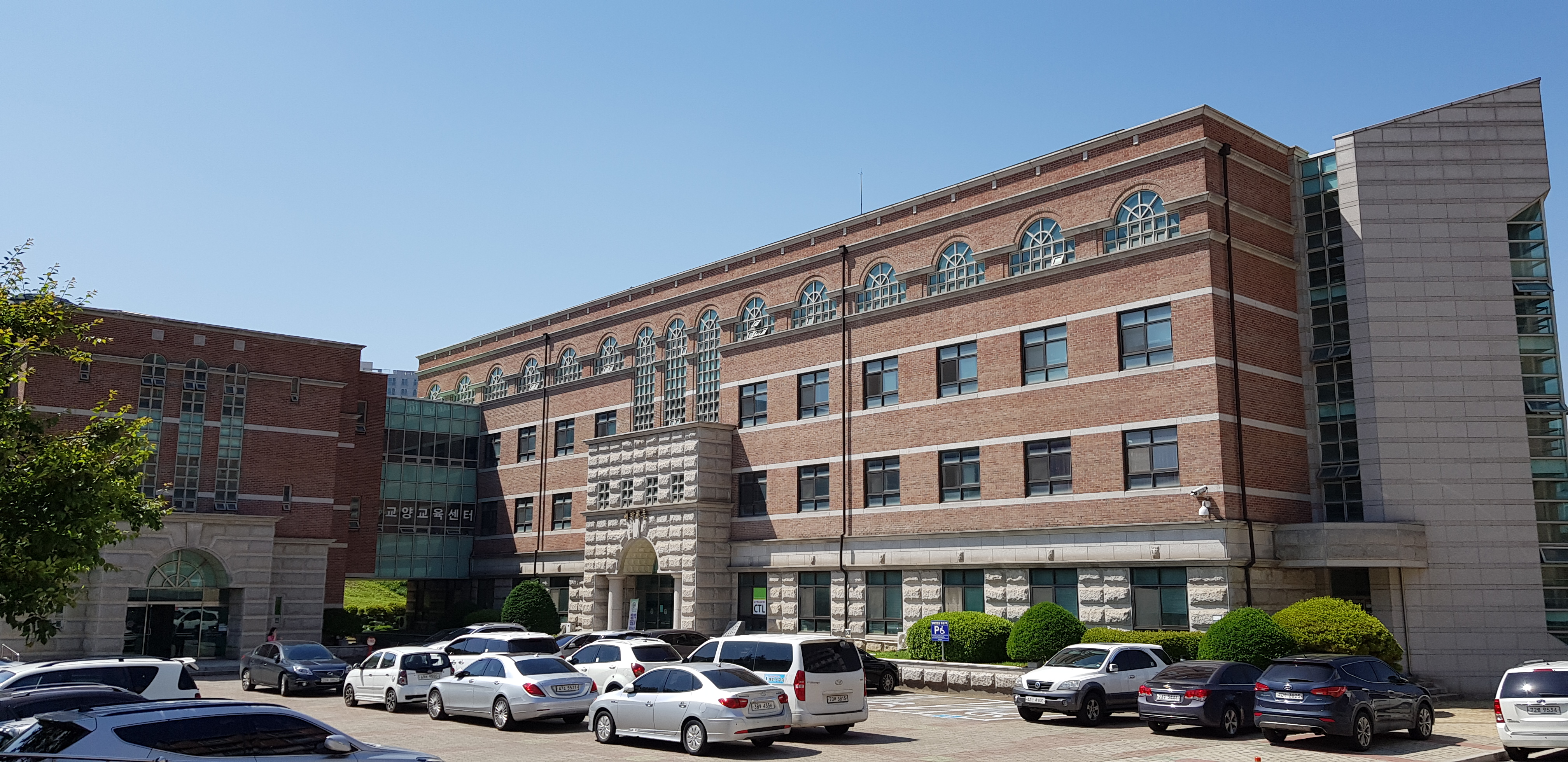
Університет
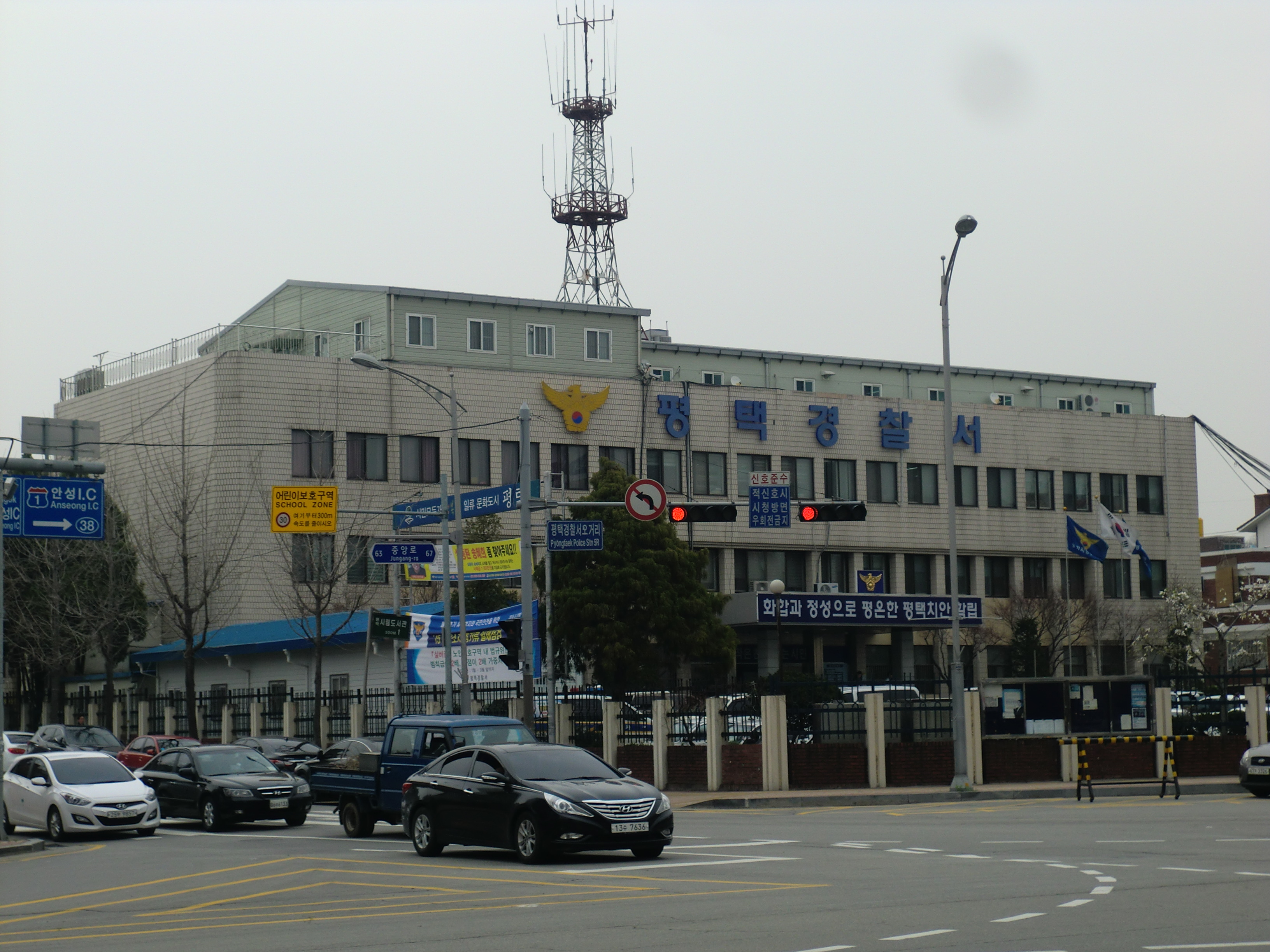
Поліцейська станція
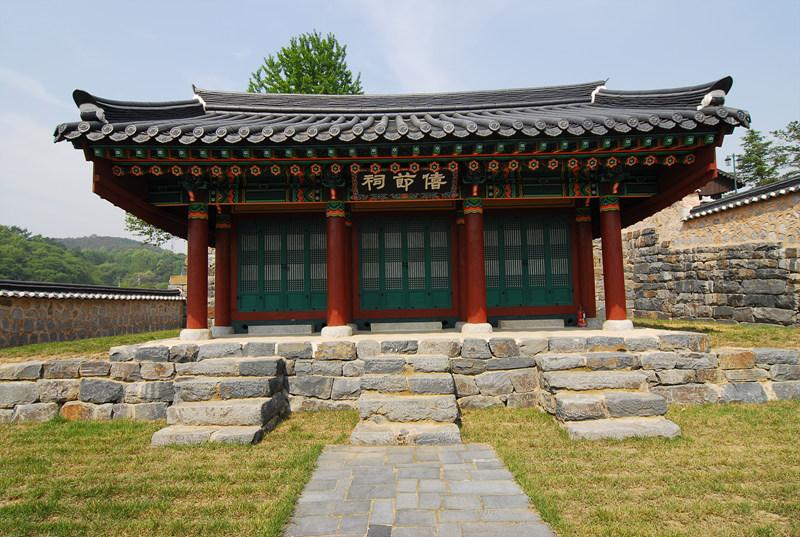
Храм Чон До Чжон
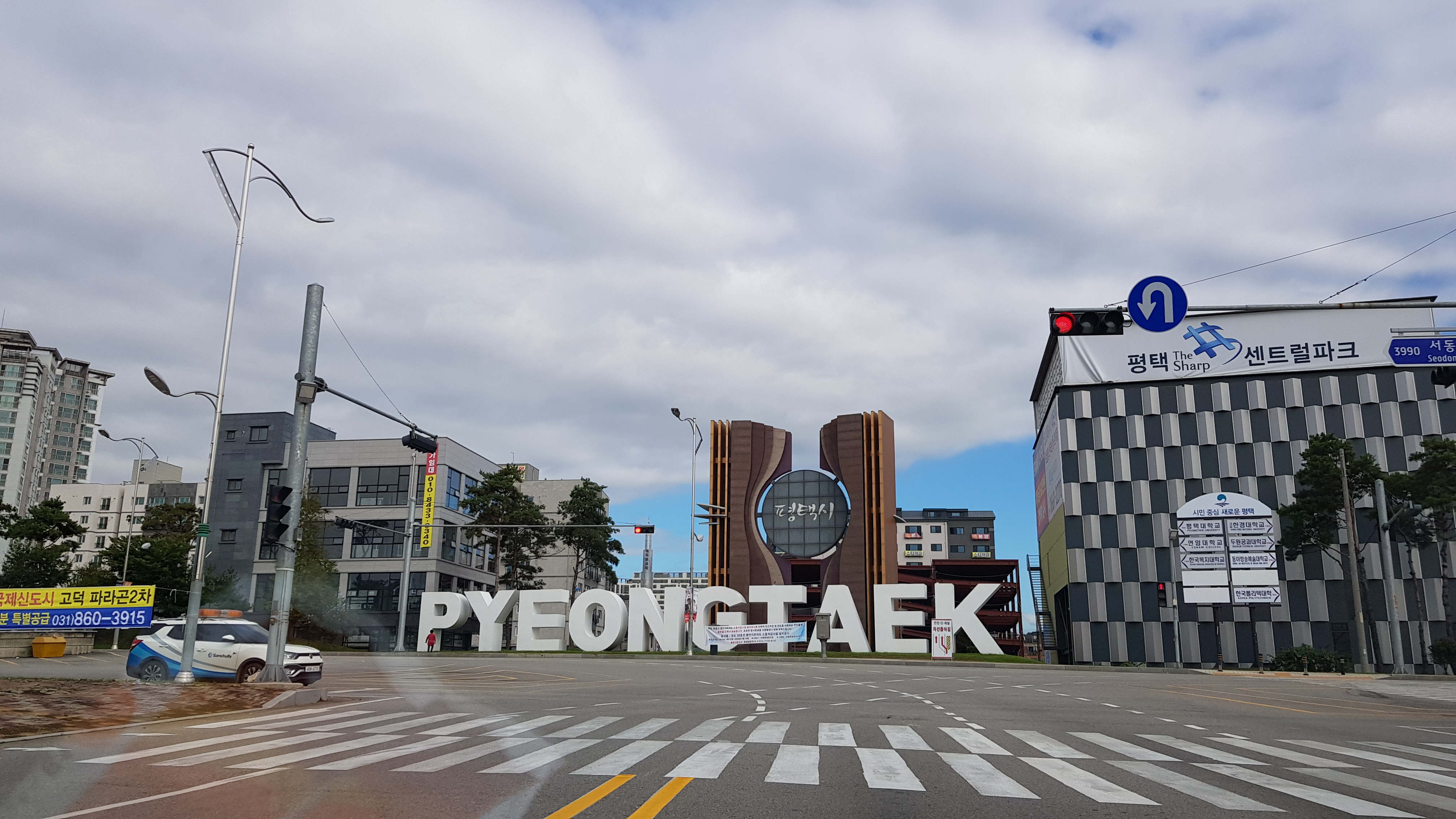